# Дипломатически мисии на Камбоджа
Това е списък на всички посолства и консулства на Камбоджа.

## Европа
- Белгия
  - Брюксел (посолство)
- България
  - София (посолство)
- Великобритания
  - Лондон (посолство)
- Германия
  - Берлин (посолство)
- Полша
  - Варшава (посолство)
- Русия
  - Москва (посолство)
- Сърбия
  - Белград (посолство)
- Франция
  - Париж (посолство)

## Северна Америка
- Куба
  - Хавана (посолство)
- САЩ
  - Вашингтон (посолство)

## Азия
- Бруней
  - Бандар Сери Бегаван (посолство)
- Виетнам
  - Ханой (посолство)
  - Хошимин (генерално консулство)
- Индия
  - Ню Делхи (посолство)
- Индонезия
  - Джакарта (посолство)
- Китай
  - Пекин (посолство)
  - Гуанджоу (генерално консулство)
  - Хонконг (генерално консулство)
  - Чунцин (генерално консулство)
  - Шанхай (генерално консулство)
- Лаос
  - Виентян (посолство)
- Малайзия
  - Куала Лумпур (посолство)
- Мианмар
  - Янгон (посолство)
- Северна Корея
  - Пхенян (посолство)
- Сингапур
  - Сингапур (посолство)
- Тайланд
  - Банкок (посолство)
  - Араняпратхет (генерално консулство)
- Филипини
  - Манила (посолство)
- Южна Корея
  - Сеул (посолство)
- Япония
  - Токио (посолство)

## Океания
- Австралия
  - Канбера (посолство)

## Междудържавни организации
- - Брюксел – ЕС
  - Женева – ООН
  - Ню Йорк – ООН
  - Париж – ЮНЕСКО